# Maurelle Islands

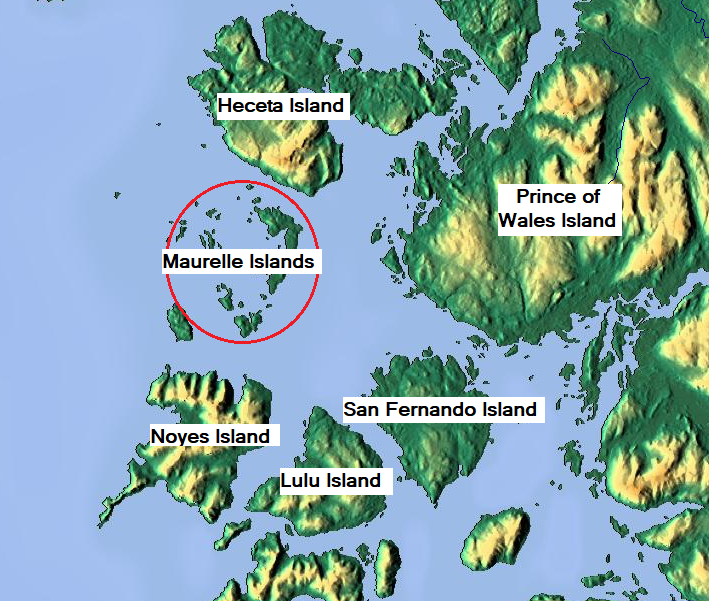
Maurelle Islands rood omcirkeld

De Maurelle Islands zijn een eilandengroep in de Alexanderarchipel in de Alaska Panhandle in het zuidoosten van Alaska in de Verenigde Staten.

## Geografie
De archipel bestaat uit 15 tot 20 grotere eilanden en vele andere met kleinere afmetingen. De eilanden liggen ten zuiden van Heceta Island en ten noorden van Noyes Island. Ten noorden van de eilanden ligt de zeestraat Bocas De Finas, ten oosten ligt de Golf van Esquibel, ten zuiden de Arriaga Passage, ten westen de Golf van Alaska en ten noordwesten de Iphigenia Bay. Aan de overzijde van de baai ligt verder naar het oosten het Prins van Waleseiland.

## Geschiedenis
De archipel werd genoemd door de United States National Geodetic Survey in 1879, ter ere van de Spaanse navigator Don Francisco Antonio Maurelle die, onder het bevel van Don Juan de la Bodega y Quadra, van 1775 tot 1779 topografische onderzoeken in deze regio uitvoerde.